# Mercedes-Benz Stadium
Le Mercedes-Benz Stadium est un stade de football et de football américain situé à Atlanta, en Géorgie, aux États-Unis.
Le stade possède un toit rétractable et a une capacité de 71 000 places (pouvant être porté exceptionnellement à 83 000 places) lorsqu'il accueille les rencontres des Falcons d'Atlanta (club de football américain évoluant en NFL) et de 42 500 places (pouvant être porté exceptionnellement à 72 243 places) lorsqu'il accueille les rencontres de l'Atlanta United FC (club de soccer évoluant en MLS),,.
Il a été officiellement inauguré le 26 août 2017. Il a remplacé l'ancien stade de NFL, le Georgia Dome, celui-ci ayant été démoli en date du 20 novembre 2017.
Le stade est propriété de l'État de Géorgie à travers la Georgia World Congress Center Authority. Il est exploité par le groupe AMB, organisation mère des Falcons et de l'Atlanta United. Le coût total est estimé à 1,6 milliard de $ en juin 2016.

## Histoire

### Planification
En mai 2010, plusieurs médias ont rapporté que les Falcons d'Atlanta étaient intéressés par le remplacement du Georgia Dome par un nouveau stade en plein air, même si à l'époque il était prévu de conserver le Georgia Dome pour continuer à y accueillir des événements autres que de NFL
,,
. L'équipe était désireuse d'un nouveau stade afin de pouvoir jouer en extérieur. D'autre part le propriétaire de la franchise, Arthur Blank, était également désireux d'accueillir à nouveau un Super Bowl. Le nouveau stade aurait été également candidat pour accueillir un ou plusieurs matchs de la prochaine Coupe du Monde de la FIFA. Le cabinet d'architectes « Populousa » basé à Kansas City a dévoilé les plans complets du nouveau stade en février 2011, estimant le coût de ce projet à 700 millions de dollars. Toujours selon ce plan, le stade aurait une capacité de 71 000 places pouvant être augmentée à 75 000 pour des événements spéciaux tels qu'un Super Bowl. Le stade était prévu pour posséder plusieurs niveaux de club, des suites et une zone d'exposition.
En avril 2012, la société Populous revoit son estimation qui passe à 947,7 millions de dollars. En avril 2012, l'« Atlanta Journal-Constitution » rapporte que si un accord est conclu, la construction du nouveau stade devrait commencer en 2014 afin que les Falcons puisse y jouer le début de la saison régulière en 2017,. L'emplacement proposé pour le nouveau stade est un grand parking situé dans le quartier « Vine City » à Atlanta à moins d'un mile au nord de l'emplacement du Georgia Dome. Ce dernier devait être démoli une fois le nouveau stade achevé.
L'« The Atlanta Journal-Constitution » rapporte le 24 août qu'un accord officiel pourrait être conclu sur la construction du nouveau stade d'ici fin 2012 et le 10 septembre que Kasim Reed, maire d' Atlanta, a déclaré que le coût global des travaux (aménagements extérieurs y compris) pourrait atteindre 1,2 milliard de dollars, le coût réel de la construction du stade étant toujours estimé à 948 millions de dollars
.
Le 10 décembre, la « Georgia World Congress Center Authority » , dans une décision unanime, approuve le projet. Selon l'article de l'« Atlanta Journal-Constitution », les conditions de l'accord ne sont pas contraignantes et des modifications pourraient y être apportées à tout moment. L'emplacement du stade, cependant, n'est pas encore été déterminé; ceux proposés sont assez proches du Georgia Dome, l'un des sites étant situé à un demi mile au nord et l'autre à un pâté de maisons directement au sud sur l'un des parkings du stade déjà existant. Le projet a fait la une des journaux nationaux pour la première fois le 15 décembre 2012, Arthur Blank, propriétaire de la franchise, déclarant dans le New York Times qu'il préférerait un nouveau stade plutôt qu'une rénovation du Georgia Dome. Lors d'une conférence de presse le 10 janvier 2013, le maire d'Atlanta exprime son optimisme et sa confiance dans la construction du nouveau stade mentionnant qu'un nouveau stade aiderait la ville à obtenir une équipe en Major League de Soccer.
Le 7 mars 2013, les Falcons et la ville d'Atlanta s'accordent sur la construction d'un nouveau stade au centre-ville. La contribution publique maximale pour le projet sera de 200 millions de dollars provenant de la taxe sur les hôtels et motels d'Atlanta et du comté de Fulton. Le conseil municipal d'Atlanta approuve officiellement la construction du stade le 19 mars 2013 par un vote (11-4) en faveur de l'utilisation des taxes sur les hôtels et motels pour payer les 200 millions pour les coûts de construction, les coûts de financement, l'entretien et l'exploitation du stade jusqu'en 2050. Le 21 mai 2013, la NFL approuve un prêt de 200 millions de dollars aux Falcons pour construire le stade.
Le 18 juin 2013, la franchise dévoile le design conceptuel de son nouveau stade lequel aura une capacité de 70 000 spectateurs, 7 500 sièges de club et 180 suites de luxe et son propriétaire indique que le début des travaux aurait lieu la dernière semaine de mars 2014,,
Le 9 mars 2014, juste après la fermeture définitive de l'avenue Martin Luther King Jr., l'église baptiste de Mount Vernon a célébré son dernier office dominical avant que cette église historique ne soit démolie tout comme les deux institutions baptistes, le « Spelman College » et le Morehouse College. En raison de problèmes juridiques entourant l'émission d'obligations, le stade n'a été inauguré que le 19 mai 2014,.

## Événements au stade

### Sports universitaires
En avril 2014, le Peach Bowl, un des six bowls majeurs participant à la rotation des stades accueillant les demi-finales du College Football Playoff, annonce qu'il sera à l'avenir organisé dans le nouveau stade remplaçant le Georgia Dome à partir de la saison 2017.
Le 15 novembre 2014, la NCAA annonce que le Mercedes-Benz Stadium accueillera le Final Four basket-ball NCAA en 2020.
Le 9 juillet 2015, le Chick-fil-A Peach Bowl annonce que le stade accueillera le 2 septembre 2017, le match inaugural de la saison régulière de football américain de niveau universitaire dénommé le Chick-fil-A Kickoff Game (en). Ce match a mis en présence le Crimson Tide de l'Alabama et les Seminoles de Florida State. Le 20 juillet 2015, la NCAA déclare que le stade accueillera un second Chick-fil-A Kickoff Game le 4 septembre 2017, entre les Yellow Jackets de Georgia Tech et les Volunteers du Tennessee.
Le 8 septembre 2015, il est annoncé que la finale de conférence de la SEC se déroulera à partir de la saison 2017 dans le stade et ce jusqu'en 2020.
Le 4 novembre 2015, la NCAA annonce que le Mercedes-Benz Stadium accueillera le 8 janvier 2018, le College Football Championship Game 2018 Houston, Miami Gardens et Santa Clara étaient les trois autres sites proposés.

### Football
Le 22 octobre 2017, le club de football d'Atlanta United FC rencontre en match de saison régulière de MLS le club de Toronto FC au Mercedes-Benz Stadium en présence de 71 874 spectateurs établissant un nouveau record d'assistance au sein de la ligue.
Le 23 octobre 2017, la MLS annonce que le match MLS All-Star Game de 2018 se déroulera au Mercedes-Benz Stadium. La rencontre se déroulera le 1er août 2018 face à la Juventus FC.
Le 11 mars 2018, Atlanta United joue un match de saison régulière contre D.C. United face à 72 035 spectateurs au Mercedes-Benz Stadium établissant un nouveau record d'assistance de toute l'histoire de la MLS. Ce record est à nouveau battu le 15 juin 2018 lors du match de saison régulière contre le Sounders de Seattle puisque le match se joue devant 72 243 spectateurs.

### Concerts
Le concert inaugural au Mercedes-Benz Stadium mettant en vedette Garth Brooks n'eut pas un grand succès en raison de la mauvaise acoustique des lieux. Les autorités ont depuis déclaré que le nécessaire serait fait pour aider à améliorer la qualité acoustique du stade.
| Date                    | Tête d'affiche                 | Titre tournée / Concert                               | Première partie / Invité                                               |
| ----------------------- | ------------------------------ | ----------------------------------------------------- | ---------------------------------------------------------------------- |
| 12 octobre 2017         | Garth Brooks & Trisha Yearwood | The Garth Brooks World Tour with Trisha Yearwood (en) |                                                                        |
| 26 mai 2018             | Kenny Chesney                  | Trip Around the Sun Tour                              | Thomas Rhett / Old Dominion (en) / Brandon Lay                         |
| 10 août 2018            | Taylor Swift                   | Taylor Swift's Reputation Stadium Tour                | Camila Cabello / Charli XCX                                            |
| 11 août 2018            | Taylor Swift                   | Taylor Swift's Reputation Stadium Tour                | Camila Cabello / Charli XCX                                            |
| 25 août 2018            | Beyoncé & Jay-Z                | On the Run II Tour                                    | Chloe x Halle / DJ Khaled                                              |
| 26 août 2018            | Beyoncé & Jay-Z                | On the Run II Tour                                    | Chloe x Halle / DJ Khaled                                              |
| 10 novembre 2018        | Ed Sheeran                     | ÷ Tour                                                | Snow Patrol / Lauv                                                     |
| 30 mars 2019            | George Strait                  |                                                       | Chris Stapleton, Chris Janson (en), Ashley McBryde.                    |
| 31 décembre 2019        | Hillsong United                | The People Tour MMXIX                                 |                                                                        |
| 6 novembre 2021         | Metallica                      | Metallica 2021–2022 Tour (en)                         |                                                                        |
| 28, 29 et 30 avril 2023 | Taylor Swift                   | The Eras Tour                                         | 28 et 29 avril : Beabadoobee et Gracie Abrams 30 avril : Muna et Gayle |

### Autres
Le 24 mai 2016, la NFL déclare que le stade accueillera le Super Bowl LIII en 2019.
Le 3 mars 2018, le stade accueillera une épreuve du championnat AMA de Supercross remplaçant l'épreuve qui se déroulait au Georgia Dome depuis 1993.

## Galerie

Animation de la fermeture du toit
Animation de l'ouverture du toit
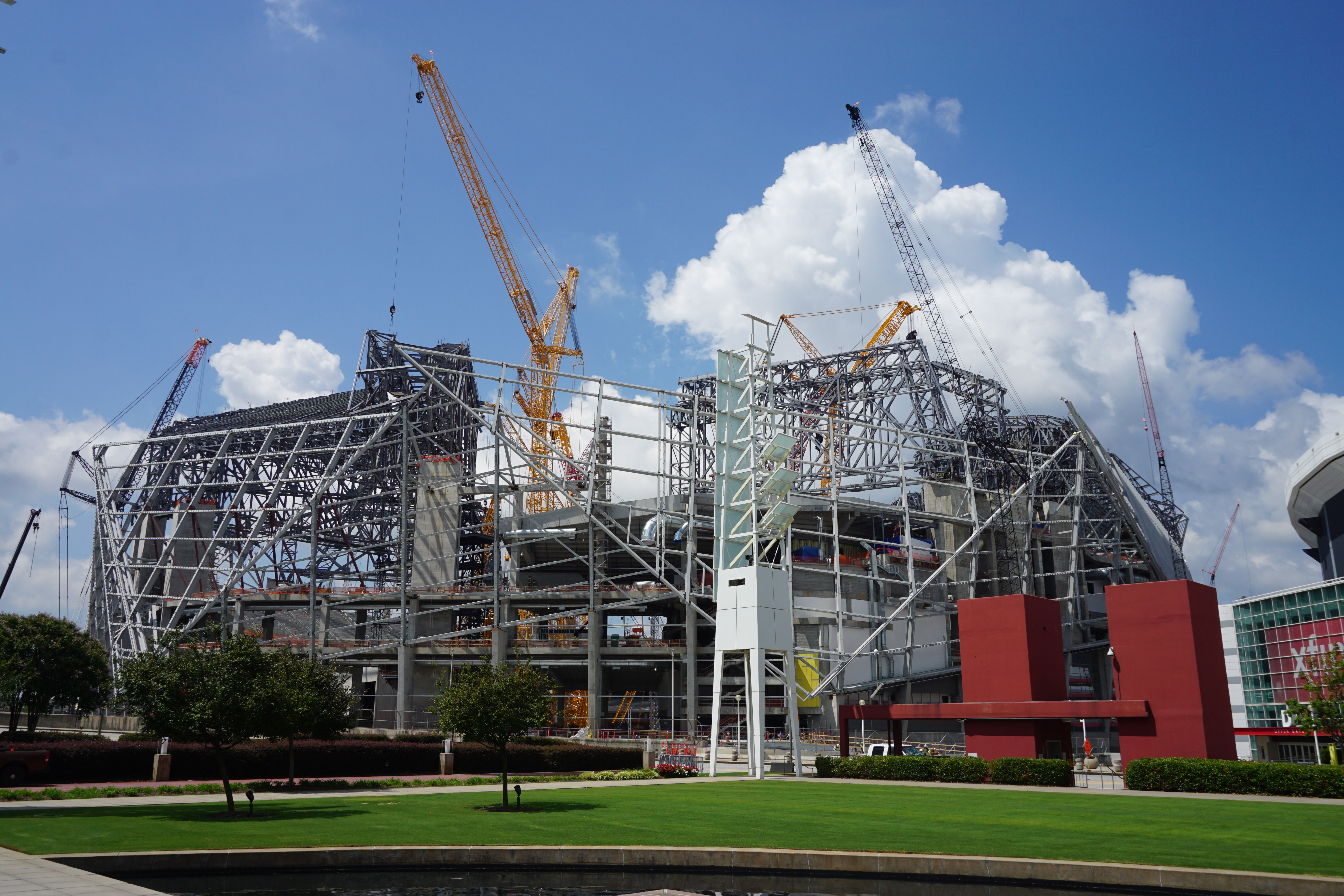
Chantier en août 2016
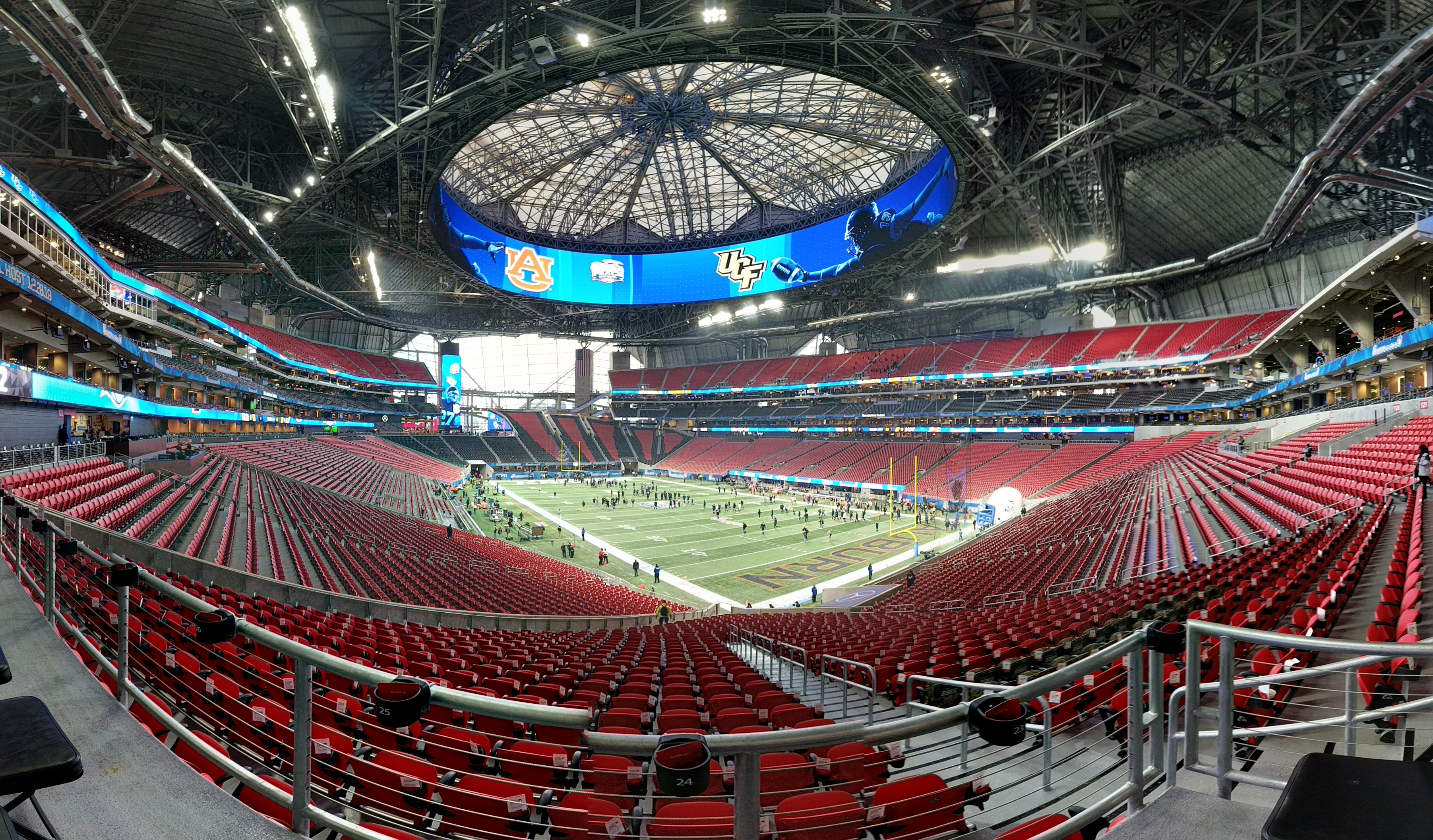
Intérieur du stade
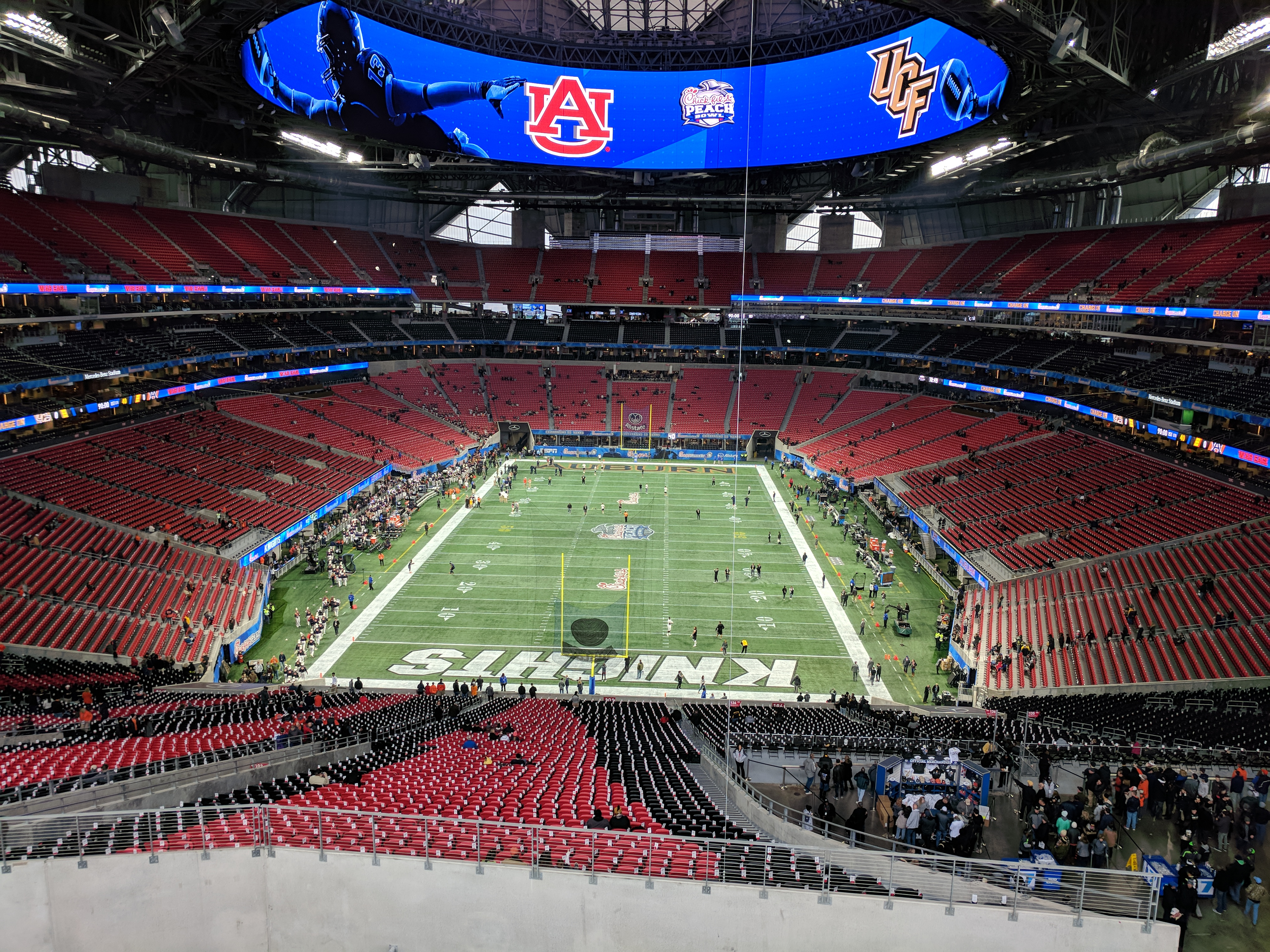
Intérieur du stade
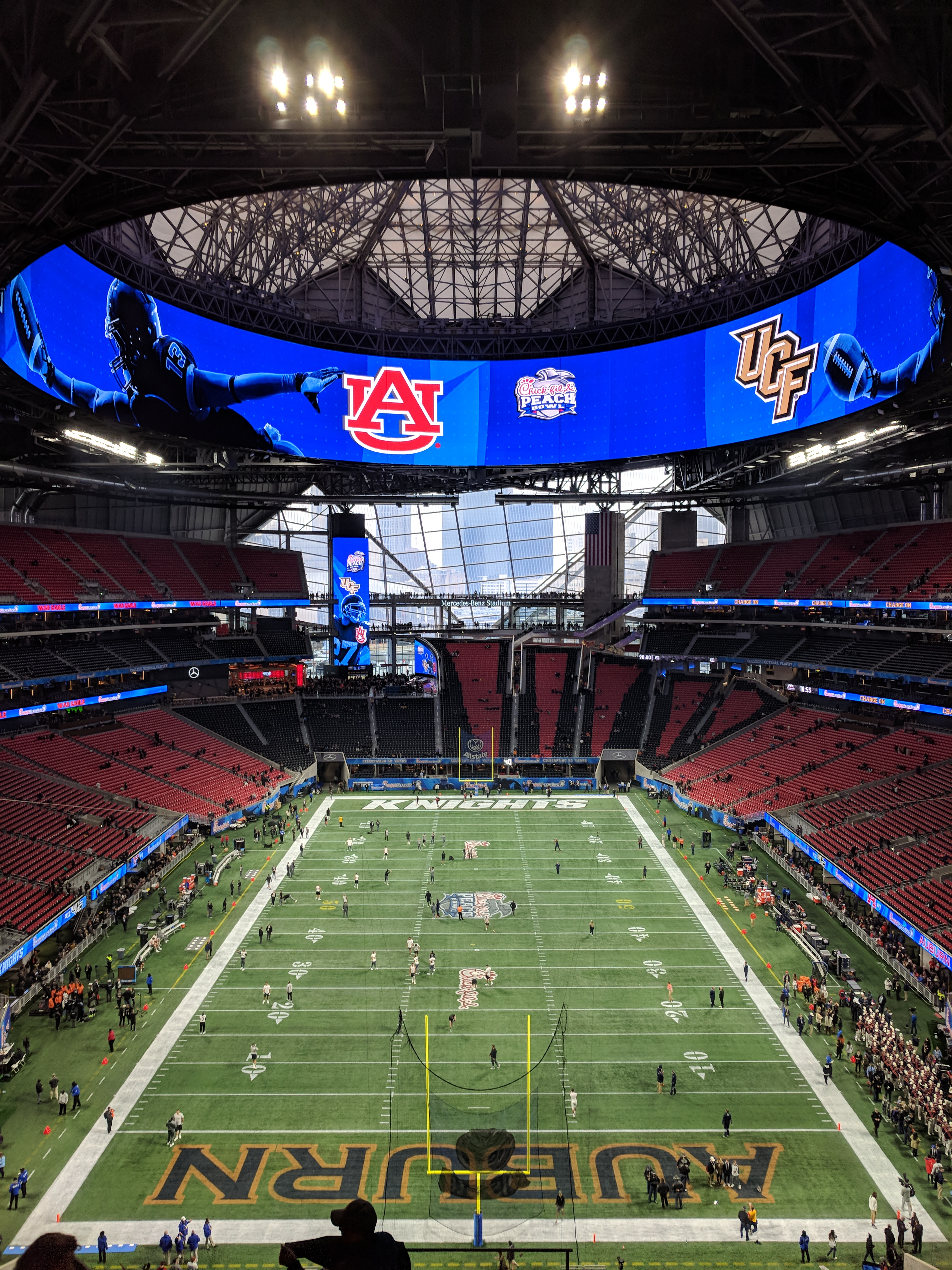
Intérieur du stade